# La Margherita
Democràcia és Llibertat - La Margarida (en italià: Democrazia è Libertà – La Margherita, DL) va ser un partit polític italià de centre, demòcrata cristià i socioliberal, membre fundador del Partit Demòcrata Europeu.

## Història
Va formar part de la coalició L'Unione (abans L'Olivera) de la qual va ser un dels principals membres des del 26 de febrer de 2005 (abans, però, com a aliança electoral). Tenia com a símbol la Margarida. Reunia a la vegada els demòcrata-cristians (sobretot els del Partit Popular Italià (PPI), que en el seu últim congrés, el 8 de març de 2002 va recomanar als seus adherents a donar suport al nou partit), dels liberals i dels socials-demòcrates laics - de I Democratici o del Rinnovamento Italiano de Lamberto Dini.
El 22 d'abril del 2007, en el seu últim congrés, el partit va decidir unir-se amb els Demòcrates d'Esquerres i altres partits menors, i formar el nou Partit Democràtic.
Coneguda igualment amb el nom de Democrazia è Libertà (la democràcia és llibertat, un joc de paraules de difícil traducció: una estructura que sembla enllaçada per una conjunció - i - però que és un verb pronunciat de la mateixa manera - escrit è - que enllaça els dos mots), el seu estatut federal va ser aprovat pel congrés fundador a Parma del 22 al 24 de març del 2002, amb les modificacions aprovades per l'Assemblea federal del 12 de març del 2004 i de l'1 d'abril del 2004. El primer congrés de Democràzia è Libertà, que va tenir lloc a Rímini del 12 al 14 de març 2004, va aprovar aquests estatuts, i va confirmar la seva tria per a una democràcia bipolar i per a una tria clara pel centreesquerra, com a partit fundador de l'Olivera.
El president del partit era Francesco Rutelli, antic alcalde de Roma. El partit va ser membre fundador del Partit Demòcrata Europeu (2004). Abans, els seus eurodiputats es trobaven en dos grups diferents.
Franco Marini va ser president del Senat des del 29 d'abril de 2006 al 29 d'abril del 2008.

## Resultats electorals

### Parlament italià
| Any  | Líder             | Vots           | %            | Diputats | +/− | Vots           | %            | Senadors | +/- |
| ---- | ----------------- | -------------- | ------------ | -------- | --- | -------------- | ------------ | -------- | --- |
| 2001 | Francesco Rutelli | 5,391,827 (3r) | 14.5         | 80 / 630 | –   | Dins L'Ulivo   | Dins L'Ulivo | 43 / 315 | –   |
| 2006 | Francesco Rutelli | Dins L'Ulivo   | Dins L'Ulivo | 90 / 630 | 10  | 3,664,622 (4t) | 10.5         | 39 / 315 | 4   |

### Parlament Europeu
| Any  | Líder             | Vots         | %            | Escons | +/− |
| ---- | ----------------- | ------------ | ------------ | ------ | --- |
| 2004 | Francesco Rutelli | Dins L'Ulivo | Dins L'Ulivo | 7 / 72 | –   |